# Xuande
Xuande (宣德, Pekín, 1398-id., 1435), de nombre personal Zhu Zhanji (朱瞻基), era el primogénito del emperador Hongxi. Fue el quinto emperador de la dinastía Ming y reinó entre 1425 y 1435

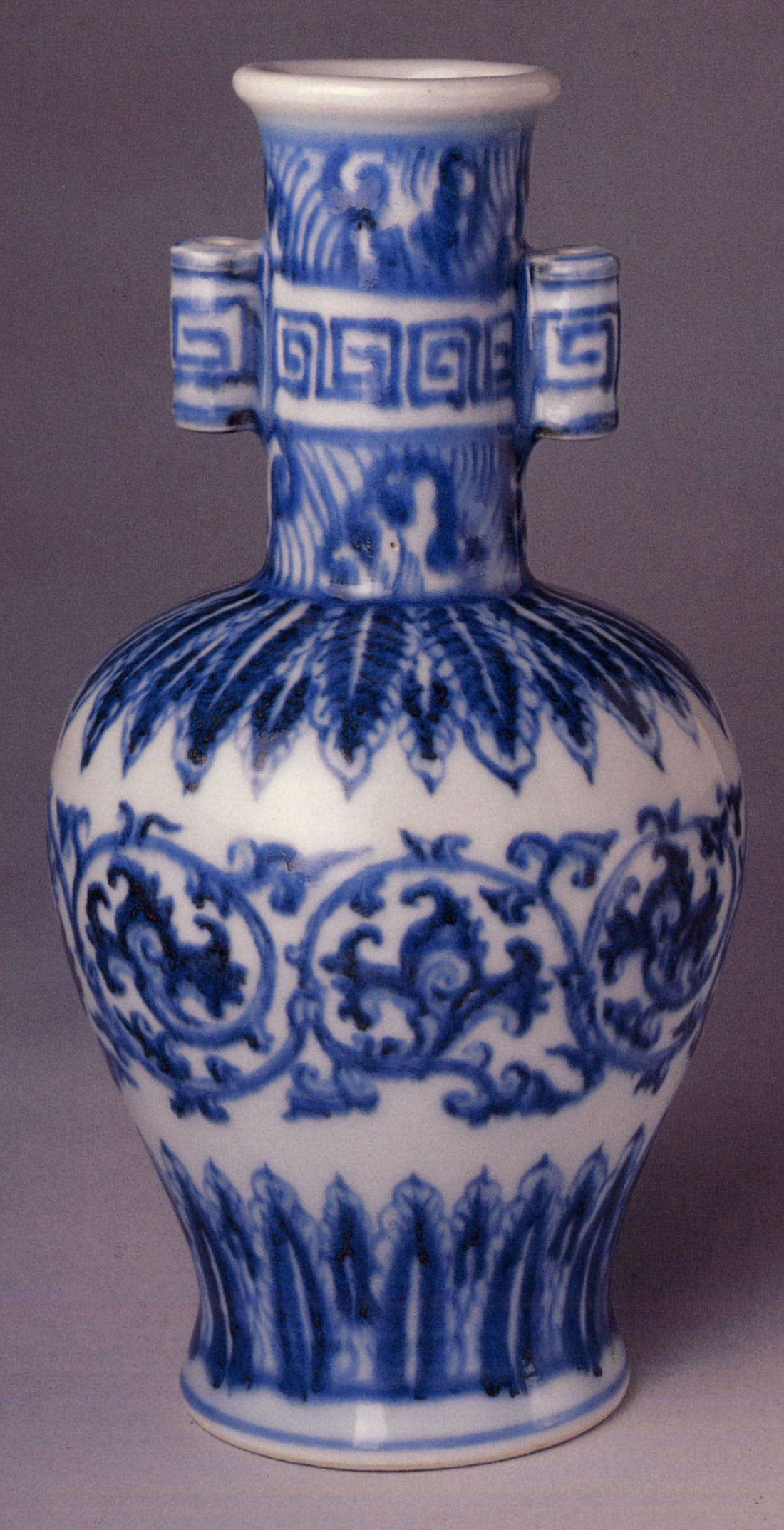
Ming dynasty Xuande mark and period (1426–35) imperial blue and white vase. The Metropolitan Museum of Art, New York. 明宣德 景德鎮窯青花貫耳瓶, 紐約大都會博物館

Quería controlar a los funcionarios confucianos y a los eunucos y envió la última de las expediciones marítimas del almirante eunuco Zheng He, las cuales había comenzado su abuelo Yongle para mostrar la gran potencia de China.
Tuvo que reconocer la independencia de Annam en 1427 y dirigir el ejército contra los rebeldes mongoles para estabilizar la situación y proteger el imperio. Durante su reinado, la situación social y económica mejoró considerablemente y la situación política fue la más estable de la dinastía Ming.
El emperador Xuande era muy culto en literatura y en poesía. Estaba muy bien dotado en el aspecto militar, especialmente en estrategia. Murió en 1435 a la edad de 37 años. Fue enterrado en las tumbas de los Ming cerca de Pekín. Su hijo Zhengtong le sucedió en el trono.
| Predecesor: Hongxi | Emperador de China (Dinastía Ming) 1425-1435 | Sucesor: Zhengtong |

- Datos: Q9977
- Multimedia: Xuande Emperor / Q9977